# Ídolo de Ouro
O Ídolo de ouro Chachapoyan, mais frequentemente chamadas Ídolo Dourado, é um artefato fictício que aparece na sequência de abertura do filme de 1981 Caçadores da Arca Perdida, o primeiro da franquia  Indiana Jones  criado por George Lucas (filmes dirigidos por Steven Spielberg). É a primeira relíquia que o público vê o protagonista Indiana Jones adquirir, estabelecendo-o como um caçador de tesouros. A semelhança do ídolo tornou-se icônica na cultura popular.

## Filme
No filme Os Caçadores da Arca Perdida, o ídolo é retratado como estando num antigo templo abandonado na América do Sul. A localização específica não é fornecida no filme, exceto uma legenda que diz "América do Sul, 1936".

## Ficção
Baseado no filme e nos quadrinhos de "Indiana Jones", o ídolo foi erroneamente atribuído à cultura Chachapoya do Peru, embora o espécime a partir do qual foi modelado seja esculpido em pedra verde, atribuído à cultura asteca, e atualmente em exibição nas coleções Dumbarton Oaks em Washington, D.C. Foi nessa ficção procurado em 1936, na Amazônia peruana, pelo arqueólogo / caçador de tesouros Indiana Jones. Jones ouvira falar do ídolo quando começaram a aparecer no mercado de antiguidades um número de figuras de ouro supostamente Chachapoya. Jones e Marcus Brody, curador do Museu Nacional de História Natural, acreditavam que os templos chachapoyanos até então não descobertos haviam sido localizados e estavam sendo saqueados. As evidências apontaram para um dos concorrentes de Jones, um arqueólogo da Universidade Princeton chamado Forrestal que havia embarcado em uma expedição ao Peru um ano antes e nunca mais retornou. Com a ajuda do diário de um explorador do século XIX e contatos na América do Sul, Jones segue os passos de Forrestal, determinados a adquirir o verdadeiro prêmio: uma representação de ouro da deusa da fertilidade e do parto chachapoyana, que se diz ser secreta no coração de o templo dos guerreiros. Ao penetrar no Templo dos Guerreiros, Jones encontra os restos de Forrestal empalados nos espigões de madeira de uma armadilha.

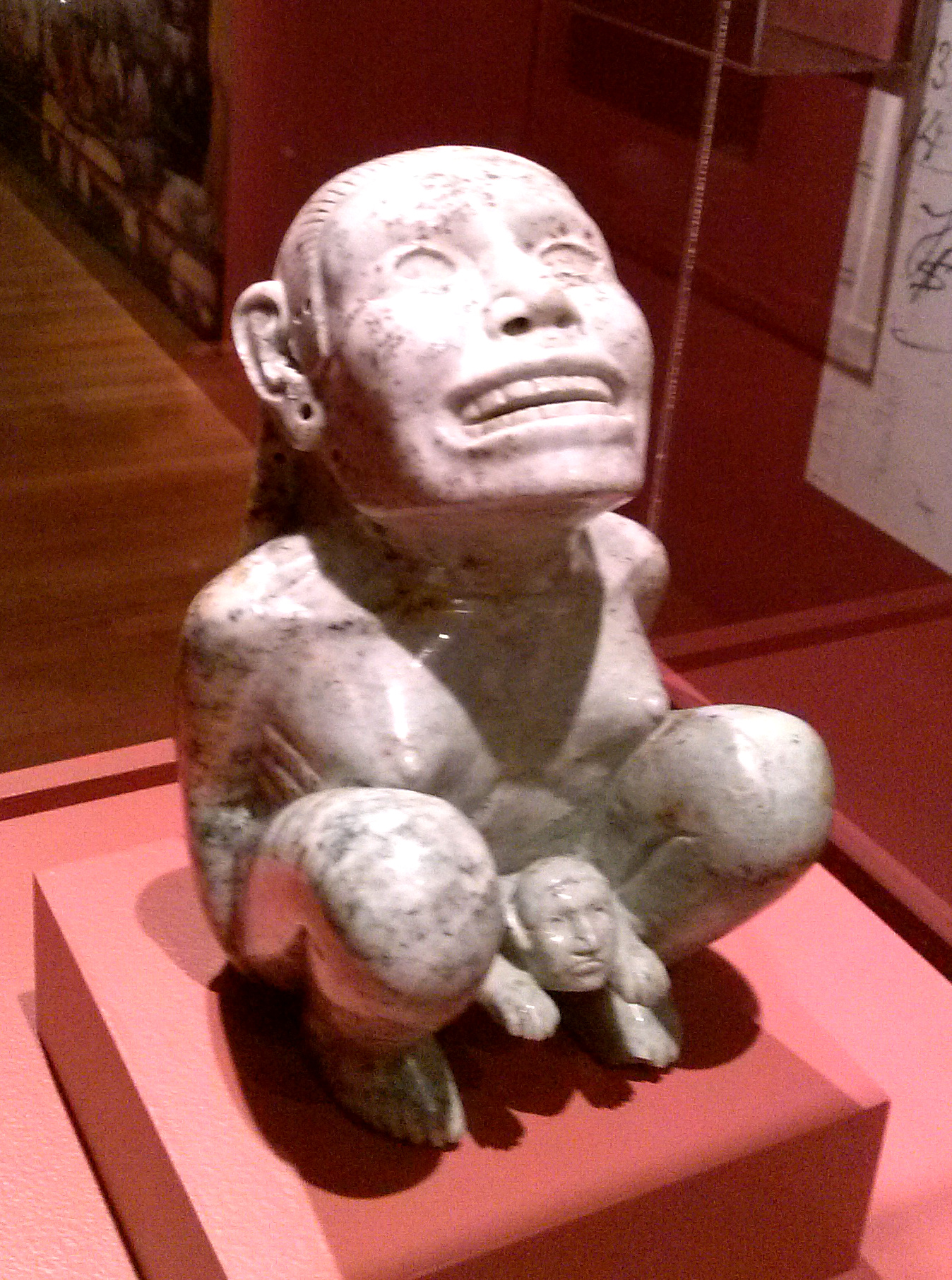
Figura original asteca do nascimento de Dumbarton Oaks. Análises microscópicas recentes das incisões e furos determinaram que elas provavelmente foram feitas por ferramentas modernas.

O ídolo de ouro foi colocado sobre um antigo altar chachapoyan. Tinha o peso exato para manter um mecanismo antigo de autodestruição no lugar. Jones conhece a armadilha e tenta substituir o ídolo por um saco de areia. Sua tentativa falha quando ele calcula incorretamente o peso do ídolo. (Na realidade, se feita de ouro maciço, essa estátua pesaria cerca de 77 kg), tornando praticamente impossível para Jones carregá-la tão facilmente quanto ele.) Depois de escapar das muitas armadilhas estabelecidas pelos Chachapoyans, incluindo uma pedra gigante, ele encontra o arqueólogo rival Rene Belloq esperando do lado de fora com um grupo de Hovitos, os nativos locais. Cercado e em menor número, Jones é forçado a desistir do artefato para Belloq. Jones foge de Belloq e Hovitos após uma perseguição na selva, voando em um hidroavião à espera.
Conforme relatado nos quadrinhos Indiana Jones, anos depois, Indy recupera o ídolo de um negociante de antiguidades localizado em Marrakesh, Marrocos) (onde Jones, em ``Raiders of the Lost Ark, deduz que Belloq a vendeu). No entanto, também na trilha do ídolo está Xomec, descendente dos chachapoyans, e Ilsa Toht, irmã do agente da [[[Gestapo]]] Arnold Toht]]. Os dois querem usar o ídolo para unir tribos da Amazônia e interromper a produção de borracha na América do Sul, além de atrair Jones para a morte.

## História
O ídolo do filme foi baseado na figura real de Dumbarton Oaks na coleção sua coleção pré-colombiana. Presume-se que o artefato represente a deusa Asteca Tlazoltéotl. Uma análise científica do Smithsonian, no entanto, mostra que a figura de Dumbarton é uma provável falsificação do final do século XIX. Outros estudiosos estão menos certos, mas expressam dúvidas semelhantes. A cultura Chachapoya foi um genuíno assunto de interesse para os cientistas do governo da Alemanha nazista, particularmente Jacques de Mahieu, que, como o ficcional Belloq, era um colaborador francês. Com base em citações de colonos espanhóis (muitos deles fabricados) e em suas interpretações de escavações arqueológicas já refutadas, ele argumentou que descendentes de vikings já haviam governado o Peru.

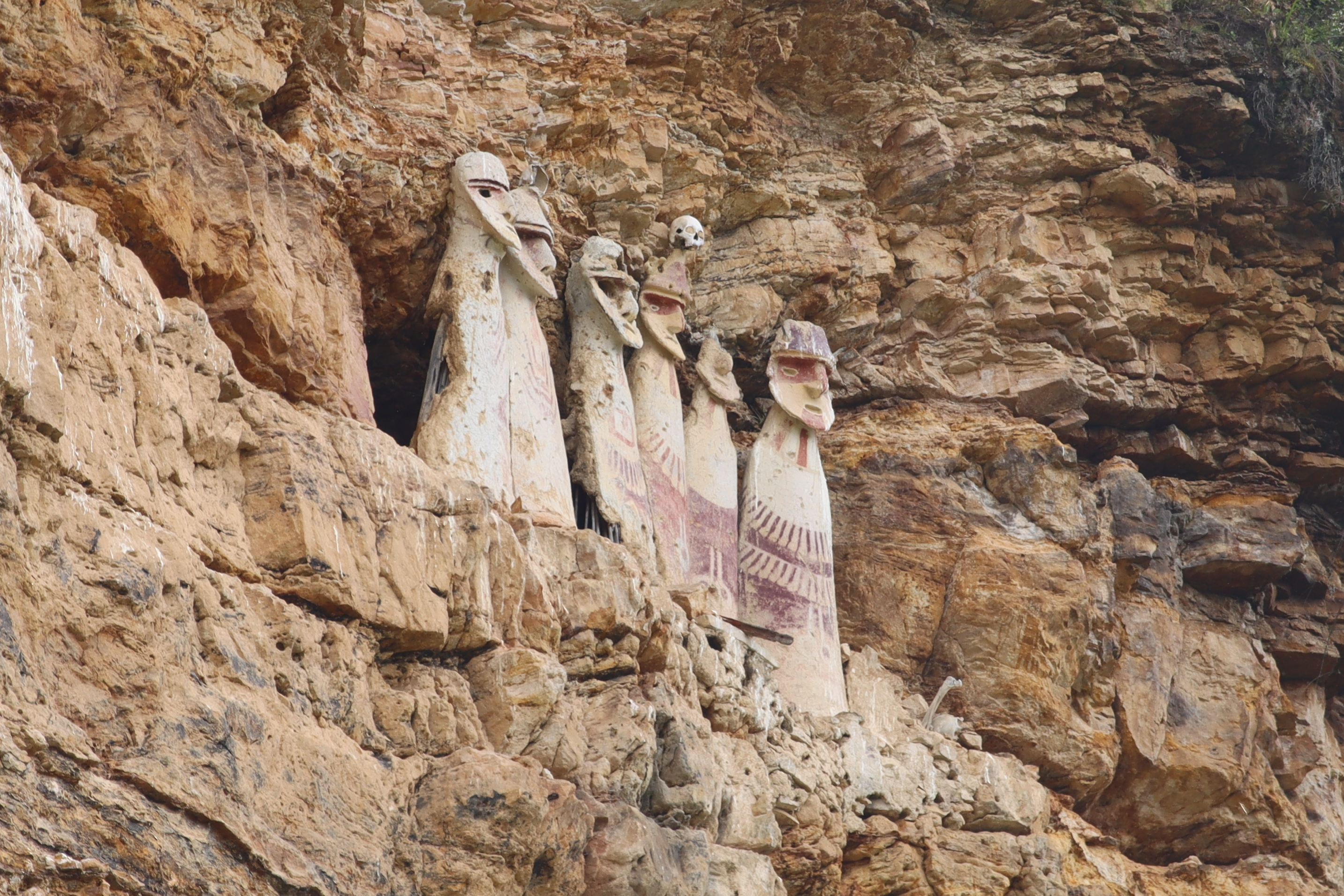
Sarcófagos de Carajía.

Na realidade, Chachapoya não construiriam os elaborados sistemas de armadilhas retratados no filme. No entanto, foram construtores talentosos de cidades fortificadas, como mostram locais como o assentamento Kuelap. Essas estruturas foram caracteristicamente construídas em encostas altas, ao contrário do templo escondido em planícies fortemente entrecortadas no filme. Seu estilo escultural era muito diferente daaquele do ídolo de ouro, como mostram os Sarcófagos de Carajía.

## Inspiração
O prólogo de Raiders é uma homenagem à aventura de Carl Barks Tio Patinhas 'As Sete Cidades de Cibola', publicada no Uncle Scrooge # 7 de setembro 1954. Essa homenagem no filme assume a forma de imitar de brincadeira a remoção da estatueta de seu pedestal e as seqüências de pedras que caem da história em quadrinhos.

## Cultura popular
- O ídolo aparece no filme fictício "Piratas da Areia do Saara", do longa-metragem "The Majestic  (2001).
- O ídolo foi mostrado brevemente no episódio "Dax (Star Trek: Deep Space Nine)" de  Star Trek: Deep Space Nine  (temporada 1, episódio 8), em [Jadzia Dax]
- O ídolo aparece brevemente na sala do tesouro no filme Spy Kids 2: A Ilha dos Sonhos Perdidos.
- O ídolo apareceu no jogo de quebra-cabeça baseado na web  tar Wars: Galactic Spy.
- O ídolo aparece como parte da coleção Dryden Vos no filme de 2018 Solo: Uma História de Star Wars.
- O ídolo pode ser encontrado em exibição em um museu no terceiro nível do videogame de 1998 Blood II: The Chosen .
- Uma paródia da cena dos ídolos aparece no filme "Weird Al" Yankovic [UHF (filme) UHF(1989), no entanto, o ídolo real é substituído por uma estatueta do Óscar.
- O ídolo é visível no videogame de 2008 Spelunky .
- O ídolo aparece no videogame de 2012 Call of Duty: Black Ops II.